# 太阳盘虫科
太阳盘虫科（学名：Heliodiscidae）是泡沫虫目下的一个科。

## 下属分类
本科包括以下属：
- Excentrosphaerella Dumitrica, 1978
- Heliocladus Haeckel, 1882
- 太阳盘虫属 Heliodiscus Haeckel, 1862
- Sethodiscus Haeckel, 1881